# Ibolya Csák
Ibolya Csák (Budapest, 6 gennaio 1915 – Budapest, 10 febbraio 2006) è stata un'altista ungherese, vincitrice della medaglia d'oro ai Giochi olimpici di Berlino nel 1936.

## Carriera sportiva
Alle olimpiadi superò Dorothy Odam (medaglia d'argento) e la tedesca Elfriede Kaun al salto di spareggio in quanto l'ungherese fu l'unica a saltare 1,62. 

Nel 1938 vinse anche i Campionati europei.

Vinse anche sette titoli ungheresi del salto in alto, consecutivamente dal 1933 sino al 1939 e per due volte vinse anche il salto in lungo (1937 e 1939).

## Palmarès
| Anno | Manifestazione            | Sede    | Evento        | Risultato | Prestazione | Note |
| ---- | ------------------------- | ------- | ------------- | --------- | ----------- | ---- |
| 1936 | Giochi della XI Olimpiade | Berlino | Salto in alto | Oro       | 1,60 m      |      |